# Tellus

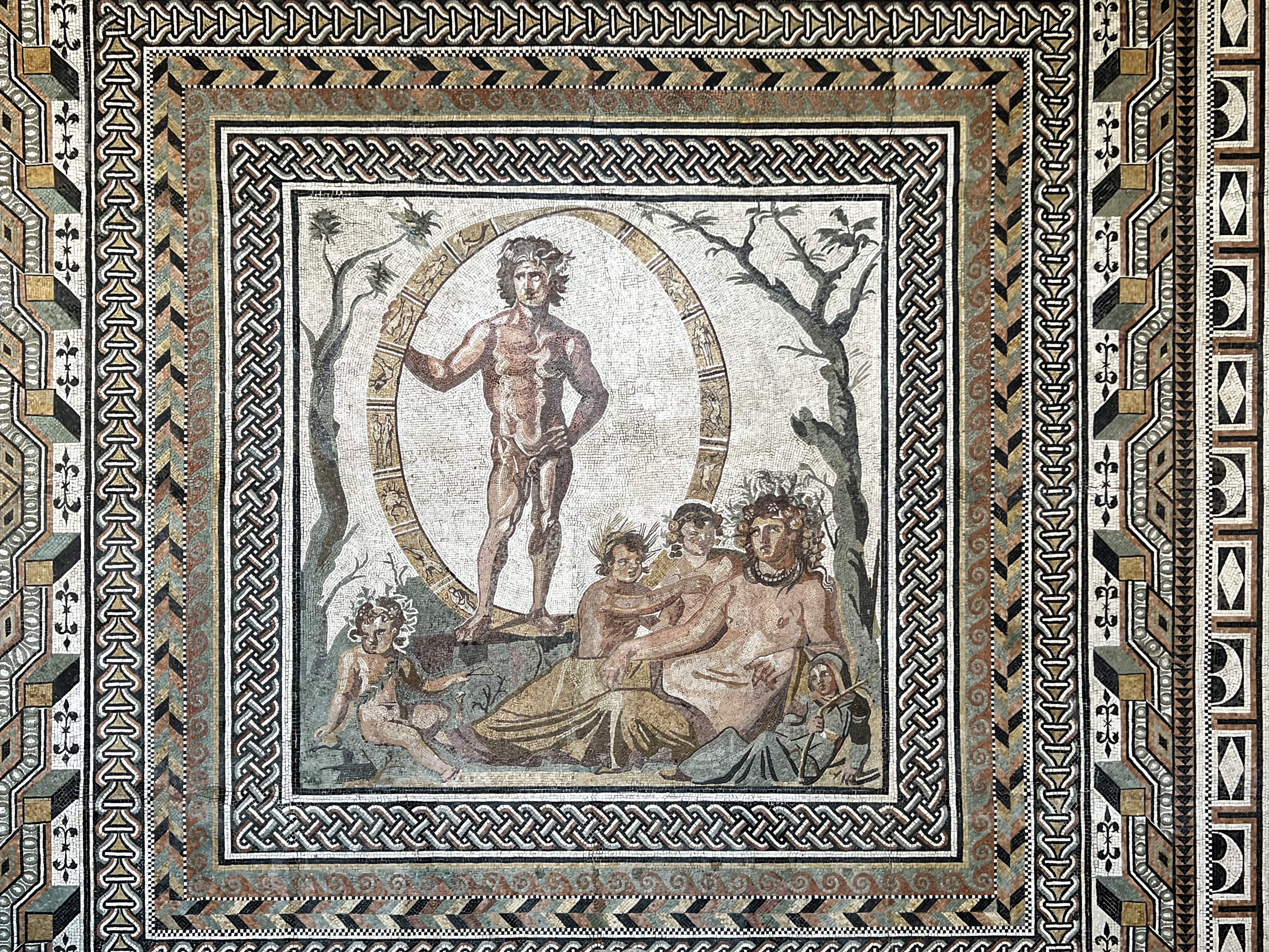
Aion und Tellus mit vier Kindern, sie verkörpern die vier Jahreszeiten, Mosaik aus einer römischen Villa bei Sentinum, 3. Jh., heute in der Glyptothek München

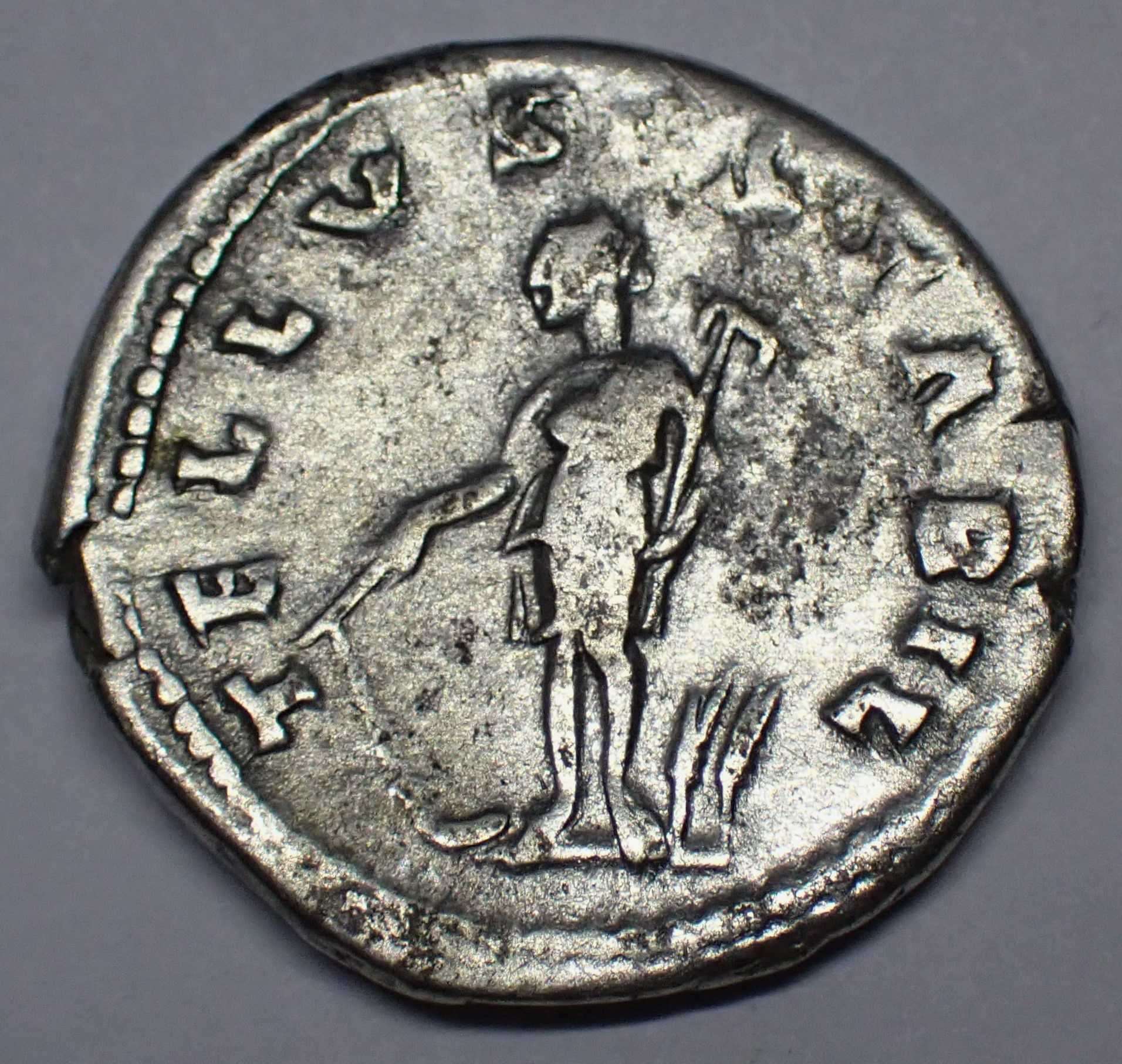
Tellus auf Denarrückseite des Hadrian

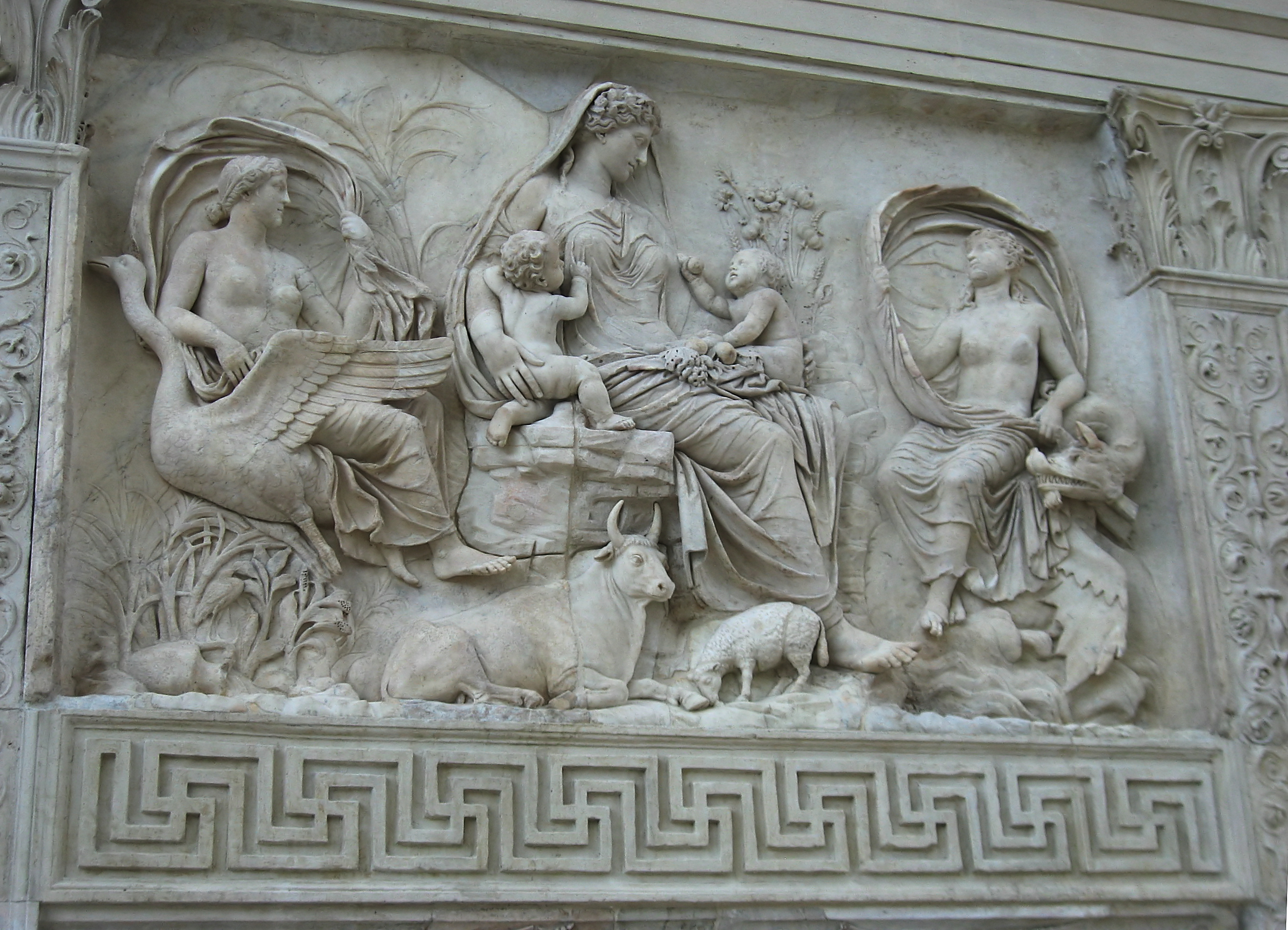
Tellus zwischen den Allegorien der Land- und Meerwinde, Relief an der Ara Pacis

Tellus (lateinisch „Erde“) ist in der römischen Mythologie die Gottheit der mütterlichen Erde, daher auch oft Terra Mater genannt, und entspricht der griechischen Gaia.

## Verehrung
Man rief Tellus bei Erdbeben an (das Errichten ihres Tempels in Rom, am Abhang des vornehmen Quartiers der Carinae gelegen, war im Krieg gegen die Picener 268 v. Chr. nach einem Erdbeben  gelobt worden), bei feierlichen Eiden zusammen mit dem Himmelsgott Jupiter, als das allgemeine Grab der Dinge neben den Manen.
Wie die griechische Demeter galt sie auch als Göttin der Ordnung der Ehe, insbesondere aber verehrte man sie vielfach in Verbindung mit Ceres als Göttin der Erdfruchtbarkeit. So galten ihr die im Januar am Beschluss der Winteraussaat vom Pontifex an zwei aufeinander folgenden Markttagen angesetzte Saatfeier (feriae sementivae) und die gleichzeitig auf dem Land gefeierten Paganalien, bei denen ihr mit Ceres ein trächtiges Schwein geopfert wurde, sowie das am 15. April für die Fruchtbarkeit des Jahres teils auf dem Kapitol, teils in den 30 Kurien, teils außerhalb der Stadt unter Beteiligung der Pontifices und der Vestalinnen begangene Fest der Fordicidien oder Hordicidien, bei denen ihr trächtige Kühe (fordae) geopfert wurden. Die Asche der ungeborenen Kälber verwahrten die Vestalinnen bis zum Feste der Parilia, an dem sie vermengt mit der Asche des „Oktoberrosses“ als Reinigungsmittel (suffimen) verwendet wurde.

## Sonstiges
- Neben der weiblichen Gottheit verehrte man auch einen Gott Tellumo.
- Nach Tellus wurde im Jahr 1798 durch Martin Heinrich Klaproth das chemische Element Tellur benannt.